# Polonez Cove
Die Polonez Cove (polnisch Zatoka Polonez ‚Polonaise-Bucht‘) ist eine Bucht an der Südküste von King George Island im Archipel der Südlichen Shetlandinseln. Sie liegt an der Nordseite des Low Head und wird nach Norden durch den Mazurek Point begrenzt.
Teilnehmer einer polnischen Antarktisexpedition benannten sie nach der Polonaise, dem polnischen Nationaltanz. Das UK Antarctic Place-Names Committee übertrug diese Benennung 1985 in einer Teilübersetzung ins Englische.